# Equazione di Schrödinger non lineare

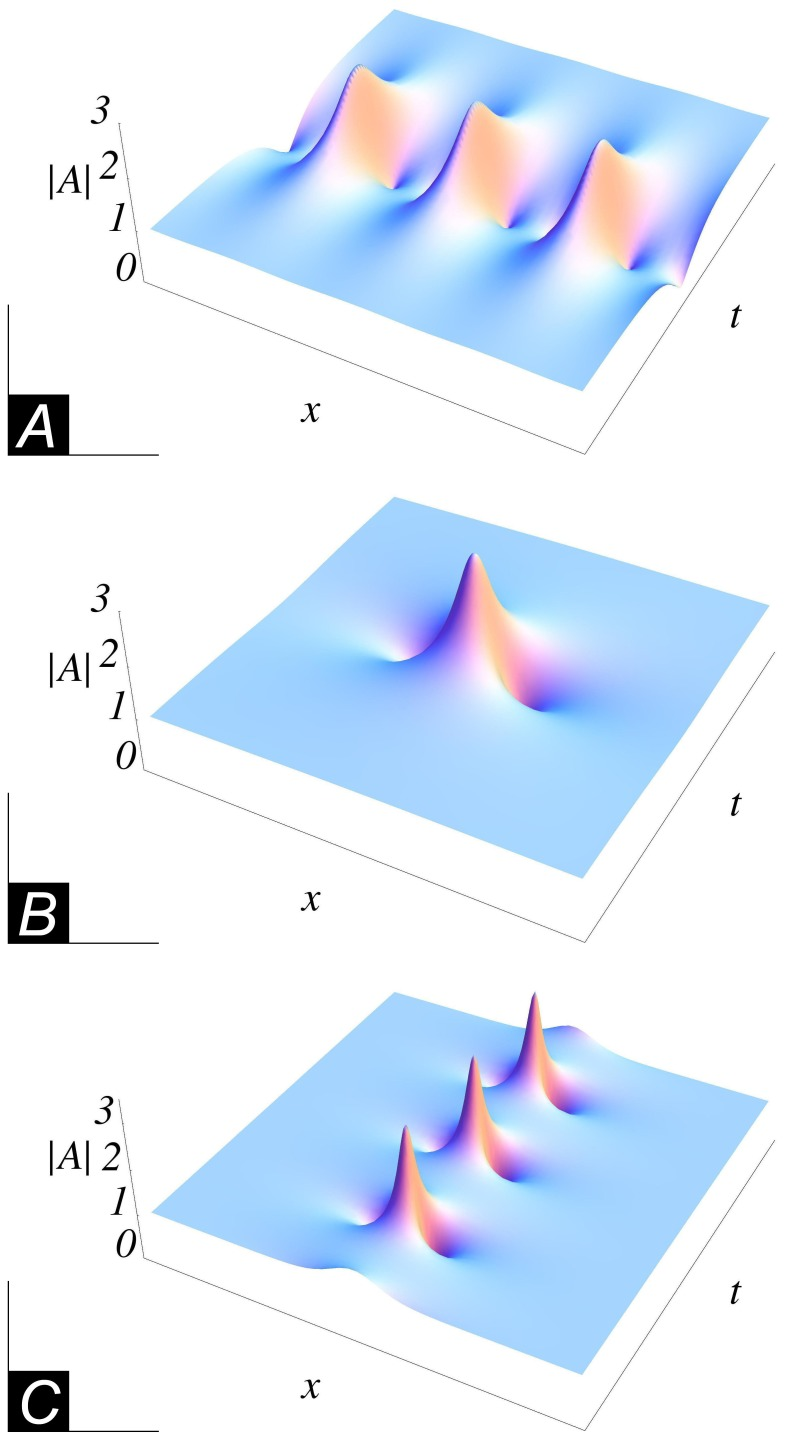
Valore assoluto dell'inviluppo complesso delle soluzioni analitiche esatte a breather dell'equazione di Schrödinger non lineare (NLS) in forma adimensionale. (A) Il breather di Akhmediev; (B) il breather di Peregrine; (C) il breather di Kuznetsov – Tratta da

In fisica teorica l'equazione (unidimensionale) di Schrödinger non lineare  (NLSE) è una variante non lineare dell'equazione di Schrödinger. È una equazione classica di campo le cui applicazioni principali sono nella propagazione della luce in fibre ottiche non lineari, in guide d'onda planari e in condensati di Bose-Einstein confinati (in trappole a forma di sigaro altamente anisotrope), in regime di campo medio.
Inoltre, l'equazione appare nello studio delle onde di gravità superficiali di piccola ampiezza in regime di acqua profonda (ossia profondità molto maggiore della lunghezza d'onda) e viscosità trascurabile, delle onde di Langmuir nei plasmi caldi, della propagazione di fasci d'onda diffratti dal piano nelle regioni di focalizzazione della ionosfera, della propagazione dei solitoni alfa-elica di Davydov (responsabili del trasporto di energia lungo catene molecolari) e molti altri. Più in generale, la NLSE appare come una delle equazioni universali che descrivono l'evoluzione di pacchetti d'onde quasi monocromatiche lentamente variabili in mezzi debolmente non lineari e dispersivi. A differenza dell'equazione di Schrödinger lineare, la NLSE non descrive mai l'evoluzione temporale di uno stato quantistico. La NLSE unidimensionale è un esempio di modello integrabile, che presenta soluzioni solitoniche.
In meccanica quantistica, la NLSE unidimensionale è un caso speciale del campo classico di Schrödinger non lineare, che a sua volta è il limite classico di un campo di Schrödinger quantistico. Al contrario, quando il campo di Schrödinger classico viene quantizzato canonicamente, si ottiene una teoria quantistica dei campi (che è lineare, nonostante sia chiamata ″equazione di Schrödinger non lineare quantistica″) che descrive particelle puntiformi bosoniche con interazioni descritte dalla funzione delta - le particelle o si respingono o si attraggono quando sono nello stesso punto. Infatti, quando il numero di particelle è finito, questa teoria quantistica dei campi è equivalente al modello di Lieb-Liniger. Sia l'equazione di Schrödinger quantistica che quella classica unidimensionale non lineare sono integrabili. Di particolare interesse è il limite di repulsione infinita, nel qual caso il modello di Lieb-Liniger diventa il gas di Tonks-Girardeau (chiamato anche gas di Bose hard-core, o gas di Bose impenetrabile). In questo limite, è possibile trasformare i bosoni, mediante una trasformazione di variabili che è una generalizzazione continua di una trasformazione di Jordan-Wigner, in un sistema unidimensionale di fermioni non interagenti e privi di spin.
L'equazione di Schrödinger non lineare è una forma semplificata, in 1+1 dimensioni (una spaziale e una temporale), dell'equazione di Ginzburg–Landau introdotta nel 1950 nel loro lavoro sulla superconduttività, e fu scritta esplicitamente da R. Y. Chiao, E. Garmire, e CH Townes (1964) nel loro studio sui fasci ottici.
La versione multidimensionale sostituisce la derivata seconda spaziale con il laplaciano. In più di una dimensione l'equazione non è più integrabile, ammettendo fenomeni come il collasso dell'onda e la turbolenza d'onda.

## Equazione
L'equazione di Schrödinger non lineare è un'equazione alle derivate parziali non lineare, applicabile sia alla meccanica classica che a quella quantistica.

### Equazione classica
L'equazione di campo classica (in forma adimensionale) è:
{\displaystyle i\partial _{t}\psi =-{1 \over 2}\partial _{x}^{2}\psi +\kappa |\psi |^{2}\psi }
per il campo complesso {\displaystyle \psi }(x,t).
Questa equazione deriva dall'Hamiltoniana
{\displaystyle H=\int \mathrm {d} x\left[{1 \over 2}|\partial _{x}\psi |^{2}+{\kappa  \over 2}|\psi |^{4}\right]}
con le parentesi di Poisson
{\displaystyle \{\psi (x),\psi (y)\}=\{\psi ^{*}(x),\psi ^{*}(y)\}=0\,}
{\displaystyle \{\psi ^{*}(x),\psi (y)\}=i\delta (x-y).\,}
A differenza della sua controparte lineare, non descrive mai l'evoluzione temporale di uno stato quantistico.
Il caso con costante {\displaystyle \kappa } negativa è chiamato focalizzante (focusing) e consente soluzioni a solitoni chiari (localizzati nello spazio e con attenuazione spaziale nel limite {\displaystyle x\rightarrow \infty }) nonché soluzioni a breather. Può essere risolto esattamente utilizzando la trasformata inversa di scattering, come mostrato da Zacharov e Shabat nel 1972. L'altro caso, con {\displaystyle \kappa } positivo, è il NLS defocalizzante che ha soluzioni a solitoni scuri (aventi ampiezza costante all'infinito e un minimo spaziale localizzato in ampiezza).

### Equazione quantistica
Per ottenere la controparte quantizzata, è sufficiente sostituire le parentesi di Poisson con dei commutatori
{\displaystyle {\begin{aligned}{}[\psi (x),\psi (y)]&=[\psi ^{*}(x),\psi ^{*}(y)]=0\\{}[\psi ^{*}(x),\psi (y)]&=-\delta (x-y)\end{aligned}}}
e porre l'hamiltoniana in ordinamento normale
{\displaystyle H=\int dx\left[{1 \over 2}\partial _{x}\psi ^{\dagger }\partial _{x}\psi +{\kappa  \over 2}\psi ^{\dagger }\psi ^{\dagger }\psi \psi \right].}
La versione quantistica è stata risolta mediante un ansatz di Bethe da Lieb e Liniger. Il suo comportamento termodinamico è stato descritto da Chen-Ning Yang. Le sue funzioni di correlazione quantistica sono state stimate da Korepin nel 1993. Il modello ha leggi di conservazione di ordine superiore, che Davies e Korepin espressero nel 1989 in termini di campi locali.

## Risoluzione dell'equazione
L'equazione di Schrödinger non lineare è integrabile in una dimensione spaziale: Zacharov e Shabat (1972) la risolsero utilizzando la trasformata inversa di scattering. Il corrispondente sistema lineare di equazioni è noto come sistema Zacharov-Shabat :
{\displaystyle {\begin{aligned}\phi _{x}&=J\phi \Lambda +U\phi \\\phi _{t}&=2J\phi \Lambda ^{2}+2U\phi \Lambda +(JU^{2}-JU_{x})\phi ,\end{aligned}}}
dove
{\displaystyle \Lambda ={\begin{pmatrix}\lambda _{1}&0\\0&\lambda _{2}\end{pmatrix}},\quad J=i\sigma _{z}={\begin{pmatrix}i&0\\0&-i\end{pmatrix}},\quad U=i{\begin{pmatrix}0&q\\r&0\end{pmatrix}}.}
L'equazione di Schrödinger non lineare emerge come condizione di compatibilità del sistema di Zacharov–Shabat:
{\displaystyle \phi _{xt}=\phi _{tx}\quad \Rightarrow \quad U_{t}=-JU_{xx}+2JU^{2}U\quad \Leftrightarrow \quad {\begin{cases}iq_{t}=q_{xx}+2qrq\\ir_{t}=-r_{xx}-2qrr.\end{cases}}\,}
Ponendo q = r * o q = - r * si ottiene l'equazione di Schrödinger non lineare con interazione attrattiva o repulsiva.
Un approccio alternativo impiega direttamente il sistema di Zacharov-Shabat e impiega la seguente trasformata di Darboux:
{\displaystyle {\begin{aligned}&\phi \to \phi [1]=\phi \Lambda -\sigma \phi \\&U\to U[1]=U+[J,\sigma ]\\&\sigma =\varphi \Omega \varphi ^{-1}\end{aligned}}}
che lascia il sistema invariante.
Qui, φ è un'altra soluzione a matrice invertibile (diversa da ϕ) del sistema di Zacharov–Shabat con parametro spettrale Ω:
{\displaystyle {\begin{aligned}\varphi _{x}&=J\varphi \Omega +U\varphi \\\varphi _{t}&=2J\varphi \Omega ^{2}+2U\varphi \Omega +(JU^{2}-JU_{x})\varphi .\end{aligned}}}
Partendo dalla soluzione banale U = 0 e iterando, si ottengono le soluzioni a n solitoni.
L'equazione NLS è un'equazione differenziale alle derivate parziali analoga all'equazione di Gross-Pitaevskij. Di solito non si ottiene una soluzione analitica e per la sua risoluzione vengono utilizzati gli stessi metodi numerici utilizzati per risolvere l'equazione di Gross-Pitaevskij, come i metodi di Crank–Nicolson e quelli spettrali. Esistono numerosi programmi scritti nei linguaggi Fortran e C per la sua risoluzione.

## Invarianza galileiana
L'equazione di Schrödinger non lineare possiede invarianza galileiana nel seguente significato:
Data una soluzione ψ(x,t), una nuova soluzione può essere ottenuta sostituendo ovunque x con x + vt  in ψ(x,t) e aggiungendo un fattore di fase {\displaystyle e^{-iv(x+vt/2)}\,} :
{\displaystyle \psi (x,t)\mapsto \psi _{[v]}(x,t)=\psi (x+vt,t)\;e^{-iv(x+vt/2)}.}

## L'equazione di Schrödinger non lineare nelle fibre ottiche
In ottica, l'equazione di Schrödinger non lineare si ritrova nel sistema di Manakov, un modello di propagazione delle onde nelle fibre ottiche. La funzione ψ rappresenta un'onda e l'equazione di Schrödinger non lineare descrive la propagazione di tale onda attraverso un mezzo non lineare. La derivata del secondo ordine nello spazio rappresenta la dispersione, mentre il termine in {\displaystyle \kappa } rappresenta la non linearità. L'equazione descrive molti effetti di non linearità in una fibra, fra cui la modulazione di fase automatica, l'interazione a quattro onde, la generazione di seconda armonica, lo scattering Raman stimolato, solitoni ottici, impulsi ultracorti, ecc.

## L'equazione di Schrödinger non lineare nelle onde marine

Un solitone avente inviluppo a secante iperbolica (sech) nel caso di onde superficiali in acque profonde.
Linea blu: onde marine.
Linea rossa: inviluppo a solitone.

Per le onde marine, l'equazione di Schrödinger non lineare descrive l'evoluzione dell'inviluppo dei pacchetti d'onda modulati. In un articolo del 1968, Vladimir Evgen'evič Zacharov descrisse la struttura hamiltoniana delle onde marine. Nello stesso articolo Zacharov mostra che per pacchetti d'onda debolmente modulati, l'ampiezza dell'onda soddisfa approssimativamente l'equazione di Schrödinger non lineare. Il valore del parametro di non linearità {\displaystyle \kappa } dipende dalla profondità relativa dell'acqua. Per acque profonde, ossia in cui la profondità dell'acqua è grande rispetto alla lunghezza d'onda delle onde marine, {\displaystyle \kappa } è negativo e possono verificarsi inviluppi solitonici.
Nel caso di acque poco profonde, in cui lunghezza d'onda è superiore a 4,6 volte la profondità dell'acqua, il parametro di non linearità {\displaystyle \kappa } è positivo e non possono esistere pacchetti d'onda con inviluppo solitonico. In acque poco profonde solitoni superficiali, o onde di traslazione possono esistere, ma non sono governati dall'equazione di Schrödinger non lineare, ma da altre equazioni come quella di Korteweg-de Vries.
Si ritiene che l'equazione di Schrödinger non lineare rivesta un ruolo importante nella spiegazione della formazione delle onde anomale.
Il campo complesso ψ, come appare nell'equazione di Schrödinger non lineare, è legato all'ampiezza e alla fase delle onde marine. Si consideri un'onda portante lentamente modulata avente elevazione dalla superficie dell'acqua η della forma:
{\displaystyle \eta =a(x_{0},t_{0})\;\cos \left[k_{0}\,x_{0}-\omega _{0}\,t_{0}-\theta (x_{0},t_{0})\right],}
dove a(x0, t0) e θ (x 0, t0) sono l'ampiezza modulata lentamente e la fase. Inoltre ω 0 ek 0 sono la frequenza angolare (costante) e il numero d'onda delle onde portanti, che devono soddisfare la relazione di dispersione ω0 = Ω(k0). Allora
{\displaystyle \psi =a\;\exp \left(i\theta \right).}
Per cui il suo modulo |ψ| è l'ampiezza dell'onda a, e il suo argomento arg(ψ) è la fase θ.
La relazione tra le coordinate fisiche (x0, t0) e le coordinate (x, t), usate nell'equazione di Schrödinger non lineare data sopra, è data da:
{\displaystyle x=k_{0}\left[x_{0}-\Omega '(k_{0})\;t_{0}\right],\quad t=k_{0}^{2}\left[-\Omega ''(k_{0})\right]\;t_{0}}
Per cui (x, t) è un sistema di coordinate che si muove con velocità di gruppo Ω'(k0) delle onde portanti, mentre la curvatura della relazione di dispersione Ω"(k0) - che rappresenta la dispersione della velocità di gruppo - è sempre negativa per le onde marine sotto l'azione della gravità, per qualsiasi profondità d'acqua.
Per le onde sulla superficie dell'acqua nel regime di acqua profonda, i coefficienti decisivi per l'equazione di Schrödinger non lineare sono:
{\displaystyle \kappa =-2k_{0}^{2},\quad \Omega (k_{0})={\sqrt {gk_{0}}}=\omega _{0}\,\!}
per cui
{\displaystyle \Omega '(k_{0})={\frac {1}{2}}{\frac {\omega _{0}}{k_{0}}},\quad \Omega ''(k_{0})=-{\frac {1}{4}}{\frac {\omega _{0}}{k_{0}^{2}}},\,\!}
dove g è l'accelerazione di gravità sulla superficie terrestre.
Nelle coordinate originali (x0, t0) l'equazione di Schrödinger non lineare per le onde marine ha la forma:
{\displaystyle i\,\partial _{t_{0}}A+i\,\Omega '(k_{0})\,\partial _{x_{0}}A+{\tfrac {1}{2}}\Omega ''(k_{0})\,\partial _{x_{0}x_{0}}A-\nu \,|A|^{2}\,A=0,}
con {\displaystyle A=\psi ^{*}} (cioè il complesso coniugato di {\displaystyle \psi } ) e {\displaystyle \nu =\kappa \,k_{0}^{2}\,\Omega ''(k_{0}).} Quindi {\displaystyle \nu ={\tfrac {1}{2}}\omega _{0}k_{0}^{2}} per onde in acqua profonda.

## Controparte equivalente di gauge
NLSE (1) è equivalente di gauge alla seguente equazione di Landau-Lifshitz (LLE) isotropica, o equazione del ferromagnete di Heisenberg
{\displaystyle {\vec {S}}_{t}={\vec {S}}\wedge {\vec {S}}_{xx}.\qquad }
Notare che questa equazione ammette diverse generalizzazioni integrabili e non integrabili in 2 + 1 dimensioni come l'equazione di Ishimori e così via.

## Relazione con i vortici
Hasimoto nel 1972 mostrò che il lavoro di da Rios del 1906 sui filamenti di vortici è correlato da vicino all'equazione di Schrödinger non lineare. Conseguentemente, Salman nel 2013 usò tale corrispondenza per dimostrare come soluzioni a breather possano comparire anche nel caso di filamenti di vortici.